# ヤスミン・トルトヴァツ
ヤスミン・トルトヴァツ（Jasmin Trtovac (セルビア語: Jacмин Tpтoвaц、1986年12月27日 - ）は、セルビア・ノヴィ・パザル出身のプロサッカー選手。セルビアのノヴィ・パザル所属。ポジションは、ディフェンダー（センターバック）。